# تپه شاخ قبران۲
تپه شاخ قبران۲ مربوط به سدهٔ ۹–۷ ه.ق است و در شهرستان نقده، بخش محمدیار، دهستان المهدی، روستای گرد قیط واقع شده و این اثر در تاریخ ۲۵ آبان ۱۳۸۷ با شمارهٔ ثبت ۲۳۵۰۵ به‌عنوان یکی از آثار ملی ایران به ثبت رسیده است.